# William Whiston
William Whiston, angleški teolog, zgodovinar in matematik, * 9. december 1667, Norton, grofija Leicestershire, Anglija, † 22. avgust 1752, Lyndon, grofija Rutland, Anglija.
Whiston je verjetno najbolj znan po svojem prevodu Antiquitates Judaicae in drugih del Jožefa Flavija, po svojem delu Nova teorija o Zemlji (A New Theory of the Earth) iz leta 1696 in svojem arijanstvu.

## Življenje
Rodil se je Josiahu Whistonu in Katherine Rosse v Nortonu pri Twycrossu v grofiji Leicestershire, kjer je bil njegov oče župnik. Izobraževal se je zasebno, delno zaradi slabšega zdravja in delno da je bil lahko tajnik svojemu očetu, ki je oslepel. Hodil je na Klasično gimnazijo Tamworth. Po očetovi smrti se je leta 1686 kot sizar vpisal na Kolidž Clare v Cambridgeu, kjer je začel študirati matematiko. Diplomiral je leta 1690, magistrski naslov pa si je pridobil leta 1693. V letu 1691 so ga izbrali za mladega člana profesorskega zbora, leta 1693 pa za preskusnega profesorja. Škof Lloyd ga je leta 1693 posvetil v Lichfieldu. Whiston je leta 1694 zaradi slabega zdravja predal mesto tutorja na Clareu Richardu Laughtonu, kaplanu norwiškega škofa Johna Moorea (1646–1714) in zamenjal delovno mesto z njim. Sedaj je bil razpet med Norwichem, Cambridgeom in Londonom. Leta 1698 mu je škof Moore podelil nadarbino v Lowestoftu, kjer je postal župnik. Leta 1699 je odstopil iz profesorskega zbora na Kolidžu Clare da bi se poročil z Ruth, hčerjo Georgea Antrobusa, ravnatelja gimnazije Tamworth.
Njegovo delo Nova teorija o Zemlji od svojega izvirnika do izpolnitve vseh stvari (A New Theory of the Earth from its Original to the Consummation of All Things) iz leta 1696, zagovor kreacionizma in poplavne geologije, ki trdi da je Noetov vesoljni potop povzročil komet, je zagovarjalo Newtonove in Lockejeve zamisli. Whiston je bil poleg Halleyja med prvimi zagovorniki periodičnosti kometov. Trdil je da so kometi v preteklosti v Zemljini zgodovini povzročili katastrofe. Leta 1701 je odstopil od svojega župništva in kot tretji Lucasov profesor matematike v Cambridgeu leta 1702 nasledil Newtona. Tu je začel skupaj raziskovati s Cotesom, ki je pod njegovim pokroviteljstvom leta 1706 postal prvi Plumeov profesor astronomije.